# ライアン・マクブルーム
ライアン・パトリック・マクブルーム（Ryan Patrick McBroom, 1992年4月9日 - ）は、 アメリカ合衆国バージニア州フレデリックスバーグ出身のプロ野球選手（内野手、外野手）。左投右打。

## 経歴

### プロ入り前
2013年のMLBドラフト36巡目（全体1074位）でカンザスシティ・ロイヤルズから指名されたが、この時は契約しなかった。

### プロ入りとブルージェイズ傘下時代
2014年のMLBドラフト15巡目（全体444位）でトロント・ブルージェイズから指名され、プロ入り。契約後、傘下のA-級バンクーバー・カナディアンズでプロデビュー。70試合に出場して打率.297、11本塁打、59打点、1盗塁を記録した。 
2015年はA級ランシング・ラグナッツでプレーし、127試合に出場して打率.315、12本塁打、90打点、5盗塁を記録した。 
2016年はA+級ダニーデン・ブルージェイズとAA級ニューハンプシャー・フィッシャーキャッツでプレーし、2球団合計で128試合に出場して打率.266、22本塁打、85打点、10盗塁を記録した。オフにはアリゾナ・フォールリーグに参加し、メサ・ソーラーソックスに所属した。
2017年は開幕からAA級ニューハンプシャーでプレーした。

### ヤンキース傘下時代
2017年7月23日にロブ・レフスナイダーとのトレードで、ニューヨーク・ヤンキースへ移籍した。移籍後は傘下のAA級トレントン・サンダーでプレーし、移籍前を含めた2球団合計で134試合に出場して打率.267、16本塁打、70打点、1盗塁を記録した。 
2018年はAA級トレントンとAAA級スクラントン・ウィルクスバリ・レイルライダースでプレーし、2球団合計で121試合に出場して打率.302、15本塁打、60打点、1盗塁を記録した。
2019年は開幕からAAA級スクラントン・ウィルクスバリでプレーした。

### ロイヤルズ時代

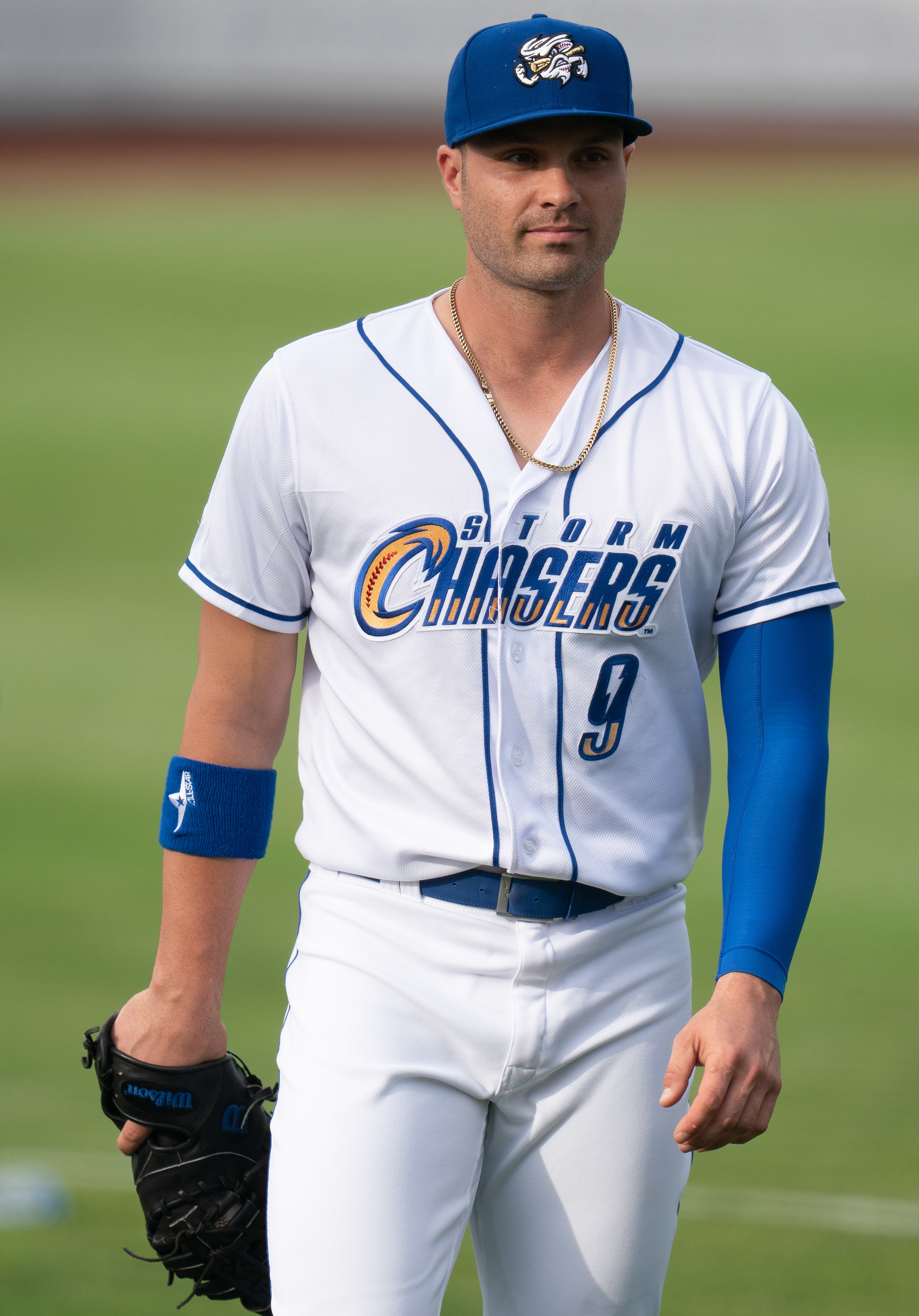
オマハ・ストームチェイサーズ時代

2019年8月31日にインターナショナル・ボーナス・プール（海外選手契約金枠）及び金銭または後日発表選手とのトレードで、ロイヤルズへ移籍した。移籍後は傘下のAAA級オマハ・ストームチェイサーズへ配属された（プレーはせず。）。9月3日にメジャー契約を結んでアクティブ・ロースター入りした。同日のデトロイト・タイガース戦にて「6番・一塁手」で先発出場してメジャーデビュー（3打数1安打1四球）。この年メジャーでは23試合に出場して打率.293、6打点を記録した。
2020年は36試合に出場し、プロ初を含む6本塁打を放った。
2021年はメジャーでの出場は7試合にとどまったが、AAA級オマハでは115試合に出場し、打率.261、32本塁打、88打点の成績を残した。オフの11月1日に自由契約となった。

### 広島時代
2021年11月5日に広島東洋カープと契約した。背番号は10。
2022年、4月7日の対読売ジャイアンツ戦（マツダスタジアム）では1回裏に迎えた第一打席で来日初の本塁打である2点本塁打を放つが、第四打席でチアゴ・ビエイラから側頭部に死球を受けた。その後広島市内の病院で精密検査を受けた結果、頭部打撲と診断された。4月10日の対阪神タイガース戦（阪神甲子園球場）では2回無死無走者の打席でジョー・ガンケルから自身の誕生日の翌日にチームを勝利に導くソロ本塁打、5月20日の対中日ドラゴンズ戦（マツダスタジアム）では1回無死満塁の打席で大野雄大から来日初の満塁本塁打、7月2日の対巨人戦（マツダスタジアム）では両者無得点で迎えた9回無死一塁の打席で平内龍太から来日初のサヨナラ本塁打であるサヨナラ2点本塁打を放った。11月15日に1億9000万円プラス出来高で契約を更新した。
2023年、開幕から50試合で、打率.215、5本塁打、27打点と、不調に陥り、二軍に降格。9月にまた、一軍に昇格を果たすも、思ったような活躍が出来ず、最終的には70試合出場、打率.221、6本塁打と低迷した。オフの11月17日に来季の契約を結ばないことが球団から発表された。

### ロングアイランド・ダックス時代
2024年5月8日に米独立リーグであるアトランティックリーグのロングアイランド・ダックスと契約した。背番号は30。この年は88試合に出場し、打率.268、19本塁打、68打点を記録した。シーズン終了後にFAとなった。
2025年4月11日にロングアイランド・ダックスと再契約を結んだ。

### SSG時代
2025年4月20日、KBOリーグのSSGランダースと、故障により登録を抹消されたギジェルモ・エレディアの代替外国人選手として契約した。5月30日、エレディアの復帰に伴いウェーバー公示された｡

## 選手としての特徴・人物
長打力が魅力のパワーヒッターであり、中堅から右方向への打撃を最も得意とする。また、ボールを的確に見極める選球眼を持つ。状況に応じた修正能力が高く、相手投手のタイミングに応じて左足の上げ方を変えた打撃が可能。
愛称は「ブルーム」、「マック」。
2023年から自身の打席で演奏される応援歌のメロディーと歌詞がお気に入りだという。『広角打法で今日も打て』という歌詞を「良いアイデア。いい歌だ」と語り、就寝前に口ずさんでいる。
広島退団後も同チームを気にかけており、大瀬良大地のノーヒットノーラン達成時には祝福メッセージを送った。

## 詳細情報

### 年度別打撃成績
| 年 度    | 球 団    | 試 合 | 打 席 | 打 数 | 得 点 | 安 打 | 二 塁 打 | 三 塁 打 | 本 塁 打 | 塁 打 | 打 点 | 盗 塁 | 盗 塁 死 | 犠 打 | 犠 飛 | 四 球 | 敬 遠 | 死 球 | 三 振 | 併 殺 打 | 打 率 | 出 塁 率 | 長 打 率 | O P S |
| -------- | -------- | ----- | ----- | ----- | ----- | ----- | -------- | -------- | -------- | ----- | ----- | ----- | -------- | ----- | ----- | ----- | ----- | ----- | ----- | -------- | ----- | -------- | -------- | ----- |
| 2019     | KC       | 23    | 83    | 75    | 8     | 22    | 5        | 0        | 0        | 27    | 6     | 0     | 0        | 0     | 0     | 7     | 0     | 1     | 25    | 3        | .293  | .361     | .360     | .721  |
| 2020     | KC       | 36    | 85    | 81    | 8     | 20    | 3        | 0        | 6        | 41    | 10    | 0     | 0        | 0     | 0     | 4     | 0     | 0     | 30    | 2        | .247  | .282     | .506     | .789  |
| 2021     | KC       | 7     | 9     | 8     | 1     | 2     | 0        | 0        | 0        | 2     | 0     | 0     | 0        | 0     | 0     | 1     | 0     | 0     | 6     | 0        | .250  | .333     | .250     | .583  |
| 2022     | 広島     | 128   | 508   | 448   | 57    | 122   | 25       | 0        | 17       | 198   | 74    | 0     | 0        | 0     | 3     | 52    | 2     | 5     | 105   | 13       | .272  | .352     | .442     | .794  |
| 2023     | 広島     | 70    | 259   | 226   | 21    | 50    | 12       | 0        | 6        | 80    | 31    | 1     | 0        | 0     | 4     | 28    | 1     | 1     | 56    | 9        | .221  | .305     | .354     | .659  |
| MLB：3年 | MLB：3年 | 66    | 177   | 164   | 17    | 44    | 8        | 0        | 6        | 70    | 16    | 0     | 0        | 0     | 0     | 12    | 0     | 1     | 61    | 5        | .268  | .322     | .427     | .749  |
| NPB：2年 | NPB：2年 | 198   | 767   | 674   | 78    | 172   | 37       | 0        | 23       | 278   | 105   | 1     | 0        | 0     | 7     | 80    | 3     | 6     | 161   | 22       | .255  | .336     | .412     | .749  |

- 2023年度シーズン終了時

### 年度別守備成績
| 年 度 | 球 団 | 一塁（1B） | 一塁（1B） | 一塁（1B） | 一塁（1B） | 一塁（1B） | 一塁（1B） | 外野  | 外野  | 外野  | 外野  | 外野  | 外野     |
| 年 度 | 球 団 | 試 合      | 刺 殺      | 補 殺      | 失 策      | 併 殺      | 守 備 率   | 試 合 | 刺 殺 | 補 殺 | 失 策 | 併 殺 | 守 備 率 |
| ----- | ----- | ---------- | ---------- | ---------- | ---------- | ---------- | ---------- | ----- | ----- | ----- | ----- | ----- | -------- |
| 2019  | KC    | 6          | 47         | 1          | 0          | 2          | 1.000      | 15    | 21    | 1     | 0     | 0     | 1.000    |
| 2020  | KC    | 10         | 62         | 2          | 1          | 7          | .985       | 4     | 2     | 0     | 0     | 0     | 1.000    |
| 2022  | 広島  | 121        | 883        | 77         | 12         | 83         | .988       | 1     | 2     | 0     | 0     | 0     | 1.000    |
| 2023  | 広島  | 60         | 486        | 42         | 5          | 38         | .991       | -     | -     | -     | -     | -     | -        |
| MLB   | MLB   | 16         | 109        | 3          | 1          | 0          | .991       | 19    | 23    | 1     | 0     | 0     | 1.000    |
| NPB   | NPB   | 181        | 1369       | 119        | 17         | 121        | .989       | 1     | 2     | 0     | 0     | 0     | 1.000    |

- 2023年度シーズン終了時
- 各年度の太字はリーグ最高

### 表彰
- 月間サヨナラ賞：1回（2022年7月）

### 記録

#### NPB
初記録
- 初出場・初先発出場：2022年3月29日、対阪神タイガース1回戦（MAZDA Zoom-Zoom スタジアム広島）、6番・左翼手で先発出場
- 初打席：同上、2回裏に西勇輝から空振り三振
- 初安打：同上、9回裏にカイル・ケラーから右前安打
- 初打点：2022年3月30日、対阪神タイガース2回戦（MAZDA Zoom-Zoom スタジアム広島）、7回裏に浜地真澄から中前適時打
- 初本塁打：2022年4月7日、対読売ジャイアンツ3回戦（MAZDA Zoom-Zoom スタジアム広島）、1回裏に堀田賢慎から左越2ラン
- 初盗塁：2023年4月1日、対東京ヤクルトスワローズ2回戦（明治神宮野球場）、2回表に二盗（投手：ディロン・ピーターズ、捕手：中村悠平）[25]

その他の記録
- 初回4番打者の満塁本塁打：2022年5月20日、対中日ドラゴンズ9回戦（MAZDA Zoom-Zoom スタジアム広島）、1回裏に大野雄大から ※セ・リーグでは史上11人目12度目

### 背番号
- 9（2019年 - 2021年）
- 10（2022年[7] - 2023年）
- 30（2024年）
- 44（2025年）